# Lega professionistica del Golfo persico
La Lega professionistica del Golfo persico (in persiano لیگ برتر خلیج فارس‎, Lig-e Bartar-e Xalij-e Fârs; in inglese Persian Gulf Pro League), già nota come Lega professionistica d'Iran (in persiano لیگبرترلیگ برتر ایران‎, Lig-e bartar-e Irân; in inglese Iran Pro League) e conosciuta fino al 2014 come Coppa del Golfo persico (in inglese Persian Gulf Cup), è la massima divisione del campionato iraniano di calcio, posta sotto l'egida della federazione calcistica locale.
La prima edizione si svolse nel 1970, con la denominazione di Lega regionale: dal 1978 al 1989 il torneo conobbe una lunga sospensione, causa lo scoppio della rivoluzione e della guerra Iran-Iraq. Una volta ripreso, si è giunti (dopo varie modifiche) all'attuale formato con 16 club: così come in molti campionati europei, la competizione si disputa nel periodo che va da settembre a maggio. 
La squadra più titolata d'Iran è il Persepolis, che ha vinto 16 campionati.
La Lega professionistica del Golfo persico occupa il 60º posto del ranking mondiale dei campionati stilato annualmente dall'IFFHS e il 5º a livello continentale, pertanto è considerata una delle leghe calcistiche più competitive d'Asia.

## Storia
Nel 2001 la federcalcio iraniana decise di rifondare il campionato iraniano di calcio, istituendo la Lega professionistica d'Iran (in inglese Iran Pro League) e inaugurando nel contempo l'epoca professionistica del calcio nazionale. Come seconda divisione fu istituita la Lega Azadegan. Fino alla stagione 2003-2004 parteciparono alla massima serie 14 squadre. 
La prima edizione della Lega professionistica d'Iran vide la vittoria del Persepolis, mentre l'anno dopo la vittoria andò al Sepahan. Nel 2003-2004 il titolo fu vinto dalla squadra giunta seconda l'anno prima, il PAS Teheran, che ottenne così il suo ultimo alloro nazionale prima dello scioglimento del 2007. Capocannoniere del torneo fu Ali Daei. 
Dal 2004 il campionato fu allargato a 16 squadre. La prima squadra a vincere il rifondato campionato fu il Foolad, arrivato al primo successo della propria storia, mentre il capocannoniere fu Reza Enayati dell'Esteghlal, che si confermò migliore marcatore l'anno dopo, guidando i compagni alla vittoria del titolo, il primo per il club di Teheran dal 2001. 
Il 12 agosto 2006 la federcalcio iraniana decise di cambiare il nome della competizione, che da allora divenne nota come Coppa del Golfo persico (in inglese Persian Gulf Cup). La decisione suscitò, tuttavia, alcune polemiche per ragioni politiche ed etniche tra l'Iran e gli altri paesi arabi, dato che l'eredità dell'antica Persia è oggetto di discussione. Il 14 novembre 2006 fu reso noto il nuovo logo della competizione, scelto tra 130 progetti contendenti.
Nel 2006-2007 fu il Saipa a vincere il titolo, guidato dal tecnico Ali Daei, mentre il Foolad Khuzestan, vincitore del trofeo due anni prima, retrocesse in seconda serie. Per la prima volta nella storia del campionato, a vincere la classifica dei marcatori fu un giocatore straniero, il nigeriano Daniel Olerum dell'Aboomoslem. 
Dal 2007 il numero di squadre del campionato fu ulteriormente allargato, portandolo a 18. Il 2007-2008 fu la prima annata senza il PAS Teheran, che fu sciolto e rimpiazzato da un nuovo club, il PAS Hamedan, con sede ad Hamedan, secondo un progetto di diffusione del calcio professionistico iraniano tramite il trasferimento dei titoli sportivi in altre città, voluto dalla federcalcio nazionale. 
Nel 2007-2008 a giungere al successo fu il Persepolis, che batté il Sepahan per 2-1 all'ultima giornata di fronte a 110 000 spettatori accorsi allo stadio Azadi. Il gol decisivo fu realizzato da Sepehr Heidari al sesto minuto di recupero del secondo tempo.
Nel 2008 il Saba Battery fu trasferito da Teheran a Qom e divenne Saba Qom. La stagione 2008-2009 vide il crollo inatteso dello Zob Ahan, che nell'ultimo incontro subì tre reti negli ultimi quindici minuti di partita, perdendo per 4-1 contro il Foolad Khuzestan e consentendo all'Esteghlal, vittorioso per 1-0 contro il Payam Mashhad, di vincere il titolo per una migliore differenza reti.

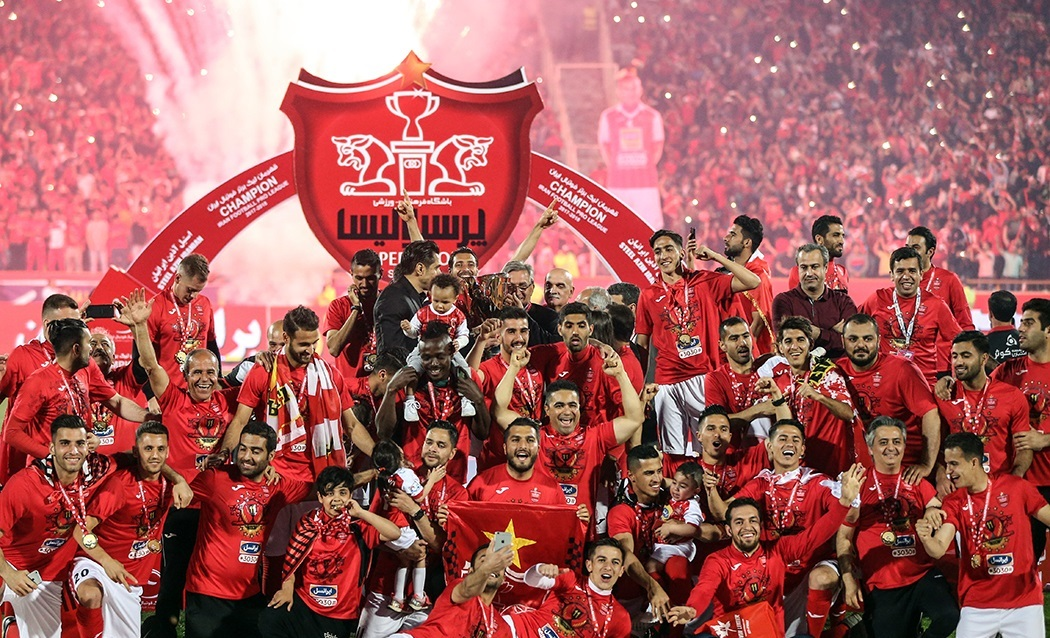
Il campione d'Iran nel 2017-2018.

Nel 2009-2010 il trofeo fu vinto dal Sepahan, che prevalse sull'altra compagine di Isfahan, lo Zob Ahan. Il Sepahan vinse anche i due successivi campionati, diventando la prima squadra iraniana a vincere tre titoli di fila. Nel 2012-2013 tornò al successo l'Esteghlal, avendo la meglio sul Sepahan grazie alla vittoria dello scontro diretto della terzultima giornata e al successo del turno successivo, che fece il paio con la contemporanea sconfitta dei rivali.
Nel 2013 il torneo passò a 16 squadre. Il 2013-2014 vide il ritorno al successo del Foolad Khuzestan, nel frattempo risalito dalla seconda serie, con appena 36 gol segnati, in un'annata caratterizzata da una serrata lotta per il titolo, che all'ultima giornata vide in lizza Esteghlal, Naft Teheran, Persepolis e Sepahan.
Nel 2014 la competizione cambiò ancora nome, divenendo Lega professionistica del Golfo persico (in inglese Persian Gulf Pro League), oltre a cambiare i loghi di prima e seconda divisione. Nel 2014-2015 si contesero il titolo Sepahan, Tractor e Naft Teheran, con la vittoria finale del Sepahan all'ultima giornata. Anche nel 2015-2016 il titolo si decise all'ultima giornata, quando a trionfare fu l'Esteghlal Khuzestan, al primo titolo della sua storia.
Dal 2016 a dominare il campionato fu il Persepolis, vincitore con tre giornate di anticipo rispetto alla fine del torneo nel 2016-2017 e capace di ripetersi nel 2017-2018, nel 2018-2019, nel 2019-2020 e nel 2020-2021. Nel 2021-2022 l'Esteghlal ruppe l'egemonia del Persepolis, che tornò, tuttavia, a trionfare l'anno dopo.

## Squadre
Stagione 2023-2024.
| Squadra             | Città           | Stagione precedente              |
| ------------------- | --------------- | -------------------------------- |
| Aluminium Arak      | Arak            | 7° nella Lega del Golfo persico  |
| Esteghlal           | Teheran         | 3° nella Lega del Golfo persico  |
| Esteghlal Khuzestan | Ahvaz           | 2° in Lega Azadegan              |
| Foolad              | Ahvaz           | 8° nella Lega del Golfo persico  |
| Gol Gohar           | Sirjan          | 6° nella Lega del Golfo persico  |
| Havadar             | Eslamshahr      | 10° nella Lega del Golfo persico |
| Malavan             | Bandar-e Anzali | 12° nella Lega del Golfo persico |
| Mes Rafsanjan       | Rafsanjan       | 5° nella Lega del Golfo persico  |
| Nassaji Mazandaran  | Qaemshahr       | 13° nella Lega del Golfo persico |
| Paykan              | Teheran         | 11° nella Lega del Golfo persico |
| Persepolis          | Teheran         | Campione dell'Iran               |
| Sanat Naft          | Abadan          | 14° nella Lega del Golfo persico |
| Sepahan             | Isfahan         | 2° nella Lega del Golfo persico  |
| Shams Azar          | Qazvin          | 1° in Lega Azadegan              |
| Tractor             | Tabriz          | 4° nella Lega del Golfo persico  |
| Zob Ahan            | Esfahan         | 9° nella Lega del Golfo persico  |

## Albo d'oro
| Stagione  | Vincitore           |
| --------- | ------------------- |
| 1970-71   | Esteghlal           |
| 1971-72   | Persepolis          |
| 1973-74   | Persepolis          |
| 1974-75   | Esteghlal           |
| 1975-76   | Persepolis          |
| 1976-77   | PAS Teheran         |
| 1977-78   | PAS Teheran         |
| 1989-90   | Esteghlal           |
| 1991-92   | PAS Teheran         |
| 1992-93   | PAS Teheran         |
| 1993-94   | Saipa               |
| 1994-95   | Saipa               |
| 1995-96   | Persepolis          |
| 1996-97   | Persepolis          |
| 1997-98   | Esteghlal           |
| 1998-99   | Persepolis          |
| 1999-2000 | Persepolis          |
| 2000-01   | Esteghlal           |
| 2001-02   | Persepolis          |
| 2002-03   | Sepahan             |
| 2003-04   | PAS Teheran         |
| 2004-05   | Foolad              |
| 2005-06   | Esteghlal           |
| 2006-07   | Saipa               |
| 2007-08   | Persepolis          |
| 2008-09   | Esteghlal           |
| 2009-10   | Sepahan             |
| 2010-11   | Sepahan             |
| 2011-12   | Sepahan             |
| 2012-13   | Esteghlal           |
| 2013-14   | Foolad              |
| 2014-15   | Sepahan             |
| 2015-16   | Esteghlal Khuzestan |
| 2016-17   | Persepolis          |
| 2017-18   | Persepolis          |
| 2018-19   | Persepolis          |
| 2019-20   | Persepolis          |
| 2020-21   | Persepolis          |
| 2021-22   | Esteghlal           |
| 2022-23   | Persepolis          |
| 2023-24   | Persepolis          |
| 2024-25   | Tractor             |

## Statistiche

### Vittorie per squadra
| Club                | Vittorie | Secondi posti | Anni vittorie                                                                                  |
| ------------------- | -------- | ------------- | ---------------------------------------------------------------------------------------------- |
| Persepolis          | 16       | 9             | 1972, 1974, 1976, 1996, 1997, 1999, 2000, 2002, 2008, 2017, 2018, 2019, 2020, 2021, 2023, 2024 |
| Esteghlal           | 9        | 9             | 1971, 1975, 1990, 1998, 2001, 2006, 2009, 2013, 2022                                           |
| Sepahan             | 5        | 4             | 2003, 2010, 2011, 2012, 2015                                                                   |
| Foolad              | 4        | 2             | 2005, 2014,2020,2021                                                                           |
| PAS Teheran         | 3        | 1             | 1977, 1978, 1992, 1993, 2004                                                                   |
| Saipa               | 3        | -             | 1994, 1995, 2007                                                                               |
| Tractor             | 1        | 3             | 2025                                                                                           |
| Esteghlal Khuzestan | 1        | -             | 2016                                                                                           |
| Zob Ahan            | -        | 3             |                                                                                                |
| Bahman              | -        | 2             |                                                                                                |
| Esteghlal Ahvaz     | -        | 1             |                                                                                                |
| Homa                | -        | 1             |                                                                                                |